# Muslimska forumet i Albanien
Muslimska forumet i Albanien är en icke statlig, icke vinstinriktad organisation, grundad av muslimska intellektuella och bekännare, vars huvudsyfte är att bekämpa islamofobi och rasism  i Albanien.